# Novoť
Novoť este o comună slovacă, aflată în districtul Námestovo din regiunea Žilina. Localitatea se află la altitudinea de 752 m deasupra n.m., se întinde pe o suprafață de 37,97 km2 și în 2017 număra 3.575 de locuitori. Se învecinează cu comuna Zákamenné.

## Istoric
Localitatea Novoť este atestată documentar din 1691.

## Demografie
| An:                | 1994 | 2004    | 2014    | 2024   |
| ------------------ | ---- | ------- | ------- | ------ |
| Număr de persoane: | 2828 | 3158    | 3506    | 3818   |
| Diferență:         |      | +11,66% | +11,01% | +8,89% |

| An:                | 2023 | 2024   |
| ------------------ | ---- | ------ |
| Număr de persoane: | 3790 | 3818   |
| Diferență:         |      | +0,73% |